# Buckenhof
Buckenhof település Németországban, azon belül Bajorországban. Lakosainak száma 3251 fő (2023. december 31.). Buckenhof Spardorf és Uttenreuth községekkel határos.

## Népesség
A település népessége az elmúlt években az alábbi módon változott:
| Lakosok száma | 149  | 784  | 2660 | 2771 | 3250 | 3170 | 3094 | 3087 | 3067 | 3251 |
|               | 1875 | 1950 | 1975 | 1987 | 2012 | 2014 | 2016 | 2017 | 2021 | 2023 |